# Mitsubishi Concept-cX
Das Concept-cX ist ein auf der IAA 2007 vorgestelltes Konzeptfahrzeug des japanischen Autoherstellers Mitsubishi Motors.

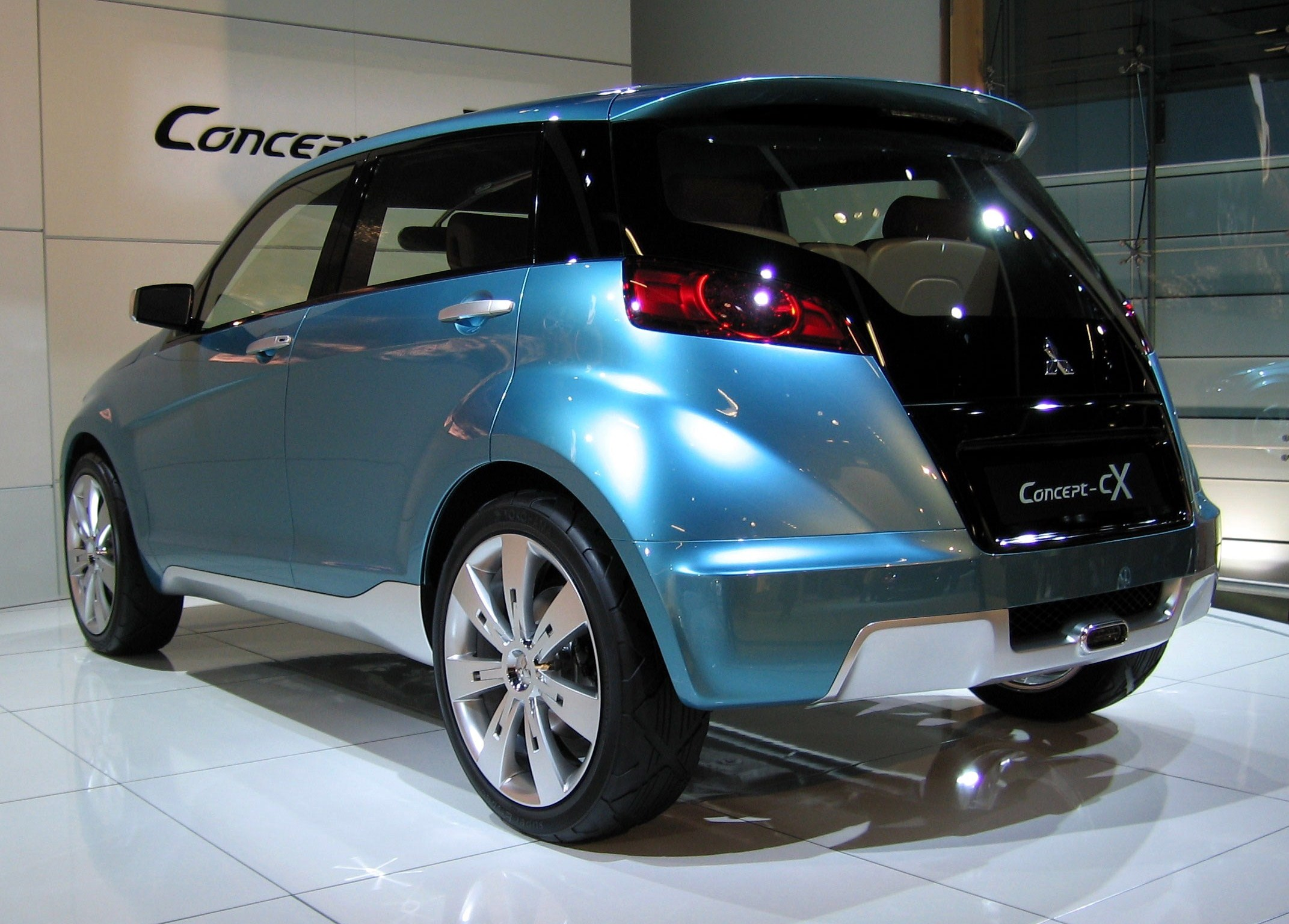
Mitsubishi Concept-cX

Das 4,10 Meter lange kompakte SUV hat typische Mitsubishi-Designelemente. Das Allradsystem des Concept-cX stammt aus dem Mitsubishi Outlander. 
Als Dieselmotor wurde ein Motor avisiert, der die Euro-5-Norm erfüllt.

## Zum Kontext
2007 gab es zahlreiche SUV-Typen auf dem Markt; die meisten von ihnen waren aber deutlich größer und schwerer als der Mitsubishi Concept-cX. Einige Beispiele: 
- der VW Tiguan (seit 2007): über 4,40 m lang
- der Toyota RAV4 (2006–2013) war 4,44 m lang
- der Nissan Qashqai (2006–2013) war 4,32 bis 4,54 m lang

Später erschienen einige deutlich kürzere und leichtere SUVs, zum Beispiel 
- 2009 der Skoda Yeti (4,22 m)
- 2010 der Mitsubishi ASX (4,30 m)
- 2012 der Opel Mokka (4,28 m) und 2013 die fast baugleichen Buick Encore und Chevrolet Trax
- 2013 der Peugeot 2008 I (4,16 m)

Diese Fahrzeuge haben optische Stilelemente von Geländewagen, sind aber nur eingeschränkt geländetauglich. Sie werden Softroader oder 'Kompakt-SUV' genannt.